# Bahman Ghobadi
Bahman Ghobadi (pers. بهمن قبادی; ur. 1 lutego 1969 w Bane) – irański reżyser, scenarzysta i producent filmowy.

## Życiorys
Ghobadi jest Kurdem, urodził się w irańskim Kurdystanie. Pracował w radiu, studiował filmoznawstwo w Teheranie. W latach 90. zrealizował szereg filmów dokumentalnych i krótkometrażowych, był także asystentem Abbasa Kiarostamiego na planie zdjęciowym dramatu Uniesie nas wiatr (1999). 
Założył wytwórnię Mij Film, w której powstają filmy poświęcone mniejszościom etnicznym w Iranie. W pełnym metrażu debiutował dramatem Czas pijanych koni (2000). Dzieło uchodzi za pierwszy kurdyjski film wyprodukowany w Iranie i zdobyło wiele nagród, m.in. Złotą Kamerę dla najlepszego debiutu oraz Nagrodę FIPRESCI na 53. MFF w Cannes.
Akcję reżyserowanych przez siebie filmów Ghobadi umieszcza w swym macierzystym środowisku, na zamieszkiwanym przez Kurdów pograniczu iracko-irańsko-tureckim. Często głównymi bohaterami jego obrazów są dzieci przejmujące obowiązki rodziców po ich tragicznej śmierci (Czas pijanych koni, Gdyby żółwie mogły latać).
Zasiadał w jury Złotej Kamery na 55. MFF w Cannes (2002).

## Filmografia

### Reżyser
- 1999: Zendegi dar meh
- 2000: Czas pijanych koni (Zamani barayé masti asbha)
- 2002: Porzucony w Iraku (Gomgashtei dar Aragh)
- 2003: War Is Over?
- 2003: Daf
- 2004: Gdyby żółwie mogły latać (Lakposhtha hâm parvaz mikonand)
- 2006: Półksiężyc (Niwemang)
- 2009: Nikt nie rozumie perskich kotów (Kasi az gorbehaye irani khabar nadareh)
- 2012: Czas nosorożca (Fasle kargadan)
- 2014: Words with Gods (segment "Kaboki")
- 2015: A Flag Without a Country

## Nagrody
- Nagroda na MFF w Cannes
  - 2002: Marooned in Iraq (Nagroda François Chalais'go)
  - 2000: Czas pijanych koni (Złota Kamera)
- Nagroda na MFF w Berlinie 2004: Gdyby żółwie mogły latać (Peace Film Award i Glass Bear)